# Wervelkanaalstenose
Een wervelkanaalstenose is een aandoening waarbij het wervelkanaal vernauwd is waardoor het ruggenmerg en zenuwen in verdrukking komen. De vernauwing kan centraal zitten en symmetrische klachten geven, of deze kan zijdelings zijn en dan asymmetrische klachten geven.

## Mogelijke oorzaken
Een wervelkanaalstenose is doorgaans het gevolg van artrose, maar ook osteoporose, rughernia of een tumor kunnen eraan ten grondslag liggen. Met name de kanaalstenose die het gevolg is van artrose, komt voor bij mensen op hogere leeftijd.

## Niveaus
Een vernauwing van het wervelkanaal kan optreden op cervicaal, thoracaal en lumbaal niveau: ieder met verschillende klachten.
- Cervicale kanaalstenose: de vernauwing bevindt zich in de nek en is altijd een medisch spoedgeval.
- Thoracale kanaalstenose: de vernauwing bevindt zich in de rug. Dit kan een caudasyndroom veroorzaken.
- Lumbale kanaalstenose: de vernauwing bevindt zich in de onderrug.

## Symptomen
Klachten bestaan uit een doof, pijnlijk, zwaar of moe gevoel in een of beide benen tijdens het lopen en staan, waardoor lopen en staan worden bemoeilijkt. De klachten verergeren naarmate men langer loopt of staat. Alleen bij zitten of liggen verdwijnen de klachten tijdelijk.

## Diagnostiek
Diagnose bestaat meestal uit het uitvragen van de klachten, lichamelijk en beeldvormend onderzoek. Het maken van een MRI-scan van de wervelkolom is de meest geschikte manier om een definitieve diagnose te stellen.

## Behandeling
Behandeling is afhankelijk van de ernst van de klachten en de mate van beperking die deze veroorzaken voor het functioneren van de patiënt. Soms is fysiotherapie voldoende. In andere gevallen wordt een hemilaminectomie toegepast om de vernauwing te verhelpen.